# مثل جوهر در آب
مثل جوهر در آب هشتمین مجموعه شعر عباس صفاری است که به عنوان برگزیده دهمین دوره جایزه شعر خبرنگاران معرفی شده‌است.

## معرفی
مثل جوهر در آب هشتمین مجموعه شعر عباس صفاری دربرگیرنده شعرهای این شاعر در فاصله سال‌های ۱۳۸۶ تا ۱۳۹۲ است. این مجموعه اول قرار بود با عنوان «به سرعت سنگ» منتشر شود، اما به دلیل سانسور شعرهایی از این کتاب، ناگزیر شاعر با افزودن شعرهای جدید آن را با نامی دیگر برای دریافت مجوز و انتشار ارائه کرد. در میان اشعار شما می‌توان شعرهای بلند هم دید، اما غالب شعرهایتان شعرهایی کوتاه‌اند. به خصوص در مجموعه «مثل جوهر در آب» شعرهایی دیده می‌شود که به نظر می‌رسد قصد دارد بیشترین معنی را در کم‌ترین حجم کلمه‌ها قرار دهد. ویژگی‌های کلی شعر صفاری را می‌توان در شعرهای این مجموعه هم دید، اما زبان او در این شعرها گرایش بیشتری به زبان محاوره پیدا کرده‌است. در برخی از شعرهای مثل جوهر در آب می‌توان صدای نوعی اندوه و حسرت پنهان را شنید؛ مثلاً در شعر پلاک رنگ پریده که به محمدعلی سپانلو هم تقدیم شده، این اندوه یا حتی شاید نوعی ناامیدی نمایان است: «کوچه بی‌تردید، همان کوچه است/ اما جز این پلاک و کالبد پوک/ هیچ نشانی از خانه پدری/ در سرتاسر آن نیست/ کالبدی آن‌قدر خالی از خود/ که شک دارم/ پشت پرده‌های بیدزده‌اش/ که سی و اندی سال/ زاد و ولد گربه‌های محل را/ از چشم نامحرم/ پنهان کرده‌اند/ نامه‌ای از من هرگز/ باز شده باشد.»
عباس صفاری در گفتگویی دربارهٔ این کتاب گفت: «در تعدادی از اشعار این مجموعه من به شهرها و اماکن مختلفی در داخل و خارج از ایران سر زده‌ام. «نیو اورلئان»، «اوهایو»، «لندن»، «تهران»، «رشت»، «یزد» و «بلوچستان» از آن جمله‌اند اما شعرهای مورد نظر گزارش سفر نیستند. به استثنای شعر سورئالیستی بندرگاه یزد که این شهر کم‌آب کویری در آن تبدیل به شهری ساحلی می‌شود، مابقی اماکنی بوده‌اند که در زمان‌های مختلف شاهد یا درگیر رویدادی در آنجا شده‌ام که سال‌ها بعد هر کدام دستمایه شعری شده‌است.»

## جوایز
- مثل جوهر در آب در دهمین دوره جایزه شعر خبرنگاران به عنوان برگزیده معرفی شد.[۶][۷][۸] داوری این دوره از رقابت جایزه شعر خبرنگاران را افشین شاهرودی، یاسین نمکچیان به عهده داشتند.

## نقد و بررسی
به کوکب‌های قشنگم سفارش کرده‌ام/ با علف جماعت/ کل کل نکنند/ و از سر راه‌شان کنار بروند/ علف آن‌قدر بی چشم و روست/ که آب گل‌های همین باغچه را می‌خورد/ اما بعید نیست مثل لشکری مزدور/ یقه زیبایشان را / بی هوا بگیرد/ و درجا پرپرشان کند…

- نویسنده‌ای در مجله جهان کتاب دربارهٔ این شاعر نوشته‌است: «اینک که تقریباً ده سالی از حضور جدی عباس صفاری بر صحنه شعر فارسی می‌گذرد، می‌توان آسوده خاطرتر و مستند تر در باره شعر او داوری کرد. دیگر می‌توان گفت که شاعری ماندنی شده. شعرش هم به دل مخاطبان عام و غیر حرفه ای راه یافته و هم در میان اهل نظر به دیده تأیید نگریسته شده و چاپ و انتشار پیاپی مجموعه شعرهایش گواهی بر این مدعاست. در جمع‌بندی هفت دفتر شعری که تا حال منتشر کرده، مثل هر شاعر دیگری، غث و سمین به چشم می‌آید. اما آنچه دست بالا را دارد گستره ای از تصاویر ظریف، ریز اندیشی‌ها و ریز بینی‌ها و نازک خیالی‌های اوست.

می‌بیند آنچه هر روز پیش چشم توست و نمی‌بینی اش، و می‌شنود آوائی را که هر روز در گوشت است اما نمی‌شنوی اش، و برتر از همه این دیدن و شنیدن می‌گوید که کار شعر همین است. ساده و روان و بی خم و پیچ هم می‌گوید. به زبان آدمیزاد، نه زبان از ما بهتران؛ دنیای شاعرانه اش تنوع دارد و این از جهان بینی التقاطی خود او نشئت می‌گیرد، که در آن انسان و خدا و گیاه و جانور و جمادات را کنار هم نشانده‌است. دیدی تساهل آمیز، بی‌تعصب، پذیرا و گاه طعنه آمیز به دنیا و مافیها دارد که ندا در می‌دهد " جهان و هرچه در او هست، سهل و مختصر است شعرش نیز از این جهان بینی مایه می‌گیرد و به همین نسبت مصالحه جو، انسان محور، نرم و جاری است. صفاری در کار به شعر کشاندن این جهان بینی از چند عنصر مشخص بهره می‌جوید. زبان محاوره و طنز از اصلی‌ترین و پر بسامدترین این عناصرند. امکاناتی که زبان محاوره در دسترس صفاری می‌گذارد گونه گون است .»